# L'uomo del labirinto
L'uomo del labirinto è l'ottavo romanzo dello scrittore Donato Carrisi, pubblicato nel 2017 da Longanesi.
Si tratta del terzo capitolo della serie di romanzi thriller del ciclo di Mila Vasquez, preceduto da L'ipotesi del male (2013) e seguito da Il gioco del suggeritore (2018), ed è stato pubblicato il 4 dicembre 2017.
Nel 2019 lo stesso autore ne ha realizzato un adattamento cinematografico distribuito da Medusa Film che vede tra gli interpreti Toni Servillo, Dustin Hoffman e Valentina Bellè.

## Trama
Un'ondata di caldo anomalo consente soltanto durante le ore di buio di lavorare, muoversi, sopravvivere. Nel cuore di una notte una telefonata anonima permette di far riemergere dalle tenebre Samantha Andretti, scomparsa ormai da quindici anni. Rapita quando ne aveva tredici, Sam ora è improvvisamente libera anche se ferita e traumatizzata. Accanto a lei, il dottor Green, un profiler fuori dal comune che cerca i “mostri” all’interno della mente delle vittime. È proprio dai confusi ricordi di Sam (i crudeli “giochi a premi e punizioni” a cui Bunny la sottoponeva) che sembrano concretizzarsi gli indizi in grado di condurre alla cattura del suo carceriere: l'Uomo del Labirinto. Sulle tracce del mostro c’è però anche Bruno Genko, un abile investigatore privato che da anni si cela dietro l’aspetto cialtronesco di un dilettante, e che era stato anni prima ingaggiato (a caro prezzo) dalla disperata famiglia di Sam. Quello di Samantha potrebbe essere l'ultimo caso di cui Bruno si occupa, perché una malattia terminale gli lascia pochissimo da vivere; sacrificherà le sue ultime forze (e indirettamente anche la vita dell’amica transessuale Linda) per trovare “Bunny”, l’uomo travestito da coniglio che da decenni trascina ragazzini “nel buio”. I primi indizi gli verranno dal “Limbo”, l’oscuro ufficio persone scomparse diretto da Mila Vazquez, ma gestito da alcune settimane dal vice Simon Berish perché lei è irrintracciabile.

## Edizioni
- Donato Carrisi, L'uomo del labirinto, collana La Gaja scienza, Longanesi, 2017, ISBN 978-88-304-4827-8.
- Donato Carrisi, L'uomo del labirinto, TEA, Milano 2018 ISBN 978-88-502-5177-3
- Donato Carrisi, L'uomo del labirinto: romanzo, SuperPocket, Milano 2018 ISBN 978-88-6980-037-5
- Donato Carrisi, L'uomo del labirinto: romanzo, Longanesi, Milano 2019 ISBN 978-88-304-5370-8
- Donato Carrisi, L'uomo del labirinto, Gedi, Roma 2020